# Bear Lake, Wisconsin
Bear Lake är en ort i Barron County, Wisconsin, USA.